# Typhlops koekkoeki
Typhlops koekkoeki là một loài rắn trong họ Typhlopidae. Loài này được Brongersma mô tả khoa học đầu tiên năm 1934.